# Karel Uher
Karel Uher (17. ledna 1900 Moravská Ostrava – 28. října 1944 Dunkerk) byl český horník a příslušník Československé samostatné obrněné brigády.

## Život

### Před druhou světovou válkou
Karel Uher se narodil 17. ledna 1900 v Moravské Ostravě. V lednu 1918 byl povolán do c. a k. armády, zařazen do pluku alpských myslivců č. 41 a odeslán na italskou frontu první světové války. Po návratu do Československa zůstal v armádní službě do roku 1923, poté se živil jako horník. Oženil se a stal se otcem tří dětí.

### Druhá světová válka

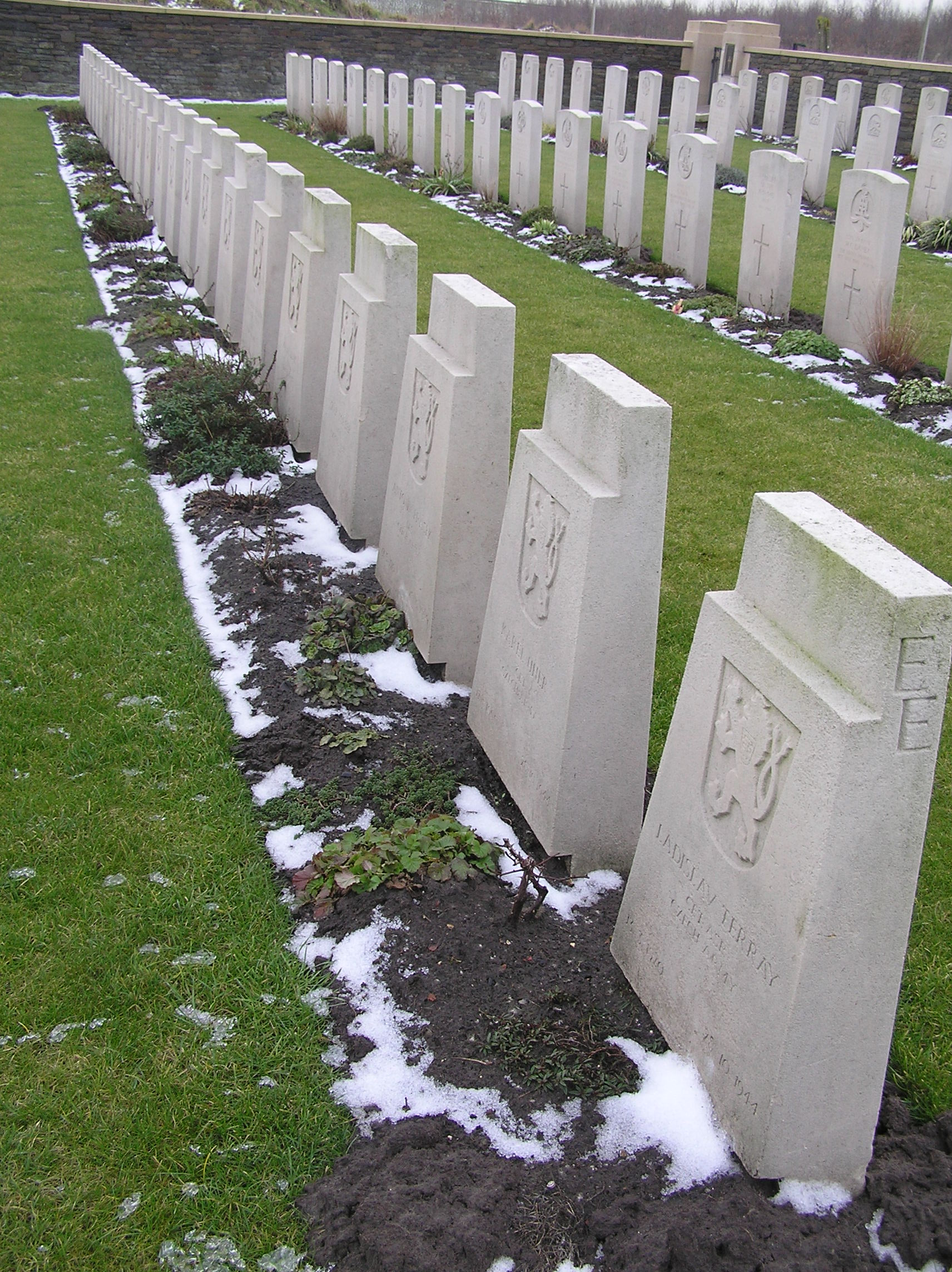
Hrob Karla Uhra v Adinkerke (druhý v pořadí)

Po německé okupaci opustil Karel Uher v létě 1939 Protektorát Čechy a Morava a odešel do Krakova, kde vstoupil do zde vznikající československé zahraniční jednotky. Po pádu Polska se mu společně s dalšími podařilo ustoupit do Rumunska, odkud pokračoval do Francie, kde opět vstoupil do řad Československé armády v zahraničí. Po pádu Francie v červnu 1940 se evakuoval do Spojeného království a stal se příslušníkem Československé samostatné obrněné brigády. Od října 1944 se brigáda účastnila obléhání Dunkerku. Dne 28. října 1944 padl během jinak úspěšného útoku na německé pozice. Pohřben byl na vojenském hřbitově v Adinkerke. Dosáhl hodnosti četaře.

## Vyznamenání
- Československá medaile Za chrabrost před nepřítelem
- Československý válečný kříž 1939